# افزایه

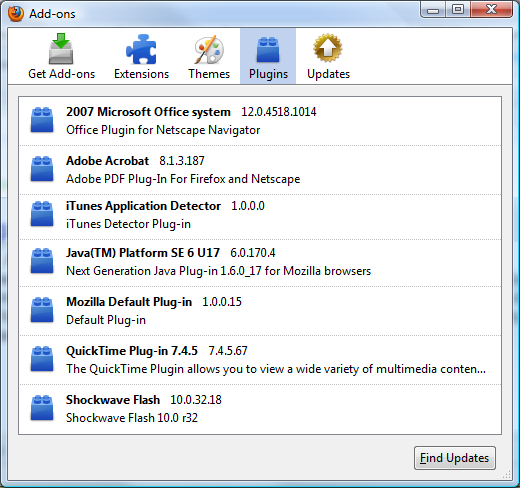
نماگرفتی از فهرست برخی افزایه‌های مرورگر موزیلا فایرفاکس

اَفزایه یا پلاگین (به انگلیسی: Plug-in) ابزاری کاربردی و کوچک و وابسته به یک نرم‌افزار میزبان دیگر (مانند مرورگرهای وب) است و به تنهایی کاربردی ندارد. افزایه، خود نوعی برافزا (Add-on) است.
برنامه‌های کاربردی از افزایه‌ها پشتیبانی می‌کنند. این کار دلایل زیادی دارد از جمله آنکه به توسعه‌دهندگان اجازه می‌دهند تا برنامه کاربردی را گسترش دهند، حجم برنامه کاربردی را کاهش دهند، از ویژگی‌هایی که در آینده کشف می‌شوند پشتیبانی می‌کنند و کد منبع را از برنامه کاربردی به علت ناسازگار بودن لایسنس نرم‌افزار، جدا می‌سازند.
از جمله برنامه‌های کاربردی و افزایه‌هایشان شامل:
- مرورگرهای وب از افزایه‌ها برای نمایش ویدئو و فرمت‌های ارائه استفاده می‌کنند (Flash, Quick Time)
- نرم‌افزارهای گرافیکی از افزایه‌ها برای پشتیبانی از فرمت‌های فایل و پردازش تصاویر استفاده می‌کنند (Adobe Photoshop)

## شیوه عمل
برنامه‌های کاربردی میزبان، خدماتی را ارائه می‌دهند که افزایه‌ها می‌توانند از آن‌ها استفاده کنند، از این طریق داده‌ها میان افزایه و برنامه کاربردی تبادل می‌شوند. افزایه‌ها به این خدمات وابسته هستند و به تنهایی معمولاً کار نمی‌کنند. برنامه‌های کاربردی از این افزایه‌ها مستقل هستند اما این امکان را فراهم می‌آورند که افزایه‌ها به آن‌ها اضافه شده و به صورت خودکار بدون آنکه تغییراتی را در برنامه کاربردی میزبان به وجود آورند، به روز شوند.

## افزایه و افزونه
افزایه‌ها کمی با افزونه مرورگر‌ها (extension) متفاوتند. افزایه‌ها معمولاً از واسط کاربری برنامه کاربردی استفاده می‌کنند و چارچوبی معین برای عملکردهایشان دارند، اما افزونه‌ها معمولاً محدودیت کمتری داشته و بعضاً واسط کاربری مربوط به خود را دارند.